# بيدرو مورا كوستا
بيدرو مورا كوستا هو شخصية أعمال برازيلي، ولد في 1963.